# Querlybet Hero
Querlybet Hero (né le 15 mai 2000) est un étalon bai du stud-book sBs, plus connu pour sa carrière de reproducteur que pour sa carrière sportive en saut d'obstacles, avec Philippe Lejeune.

## Histoire
Querlybet Hero naît par transfert d'embryon le 15 mai 2000, à l'élevage de Luc Henry, en Belgique wallonne dans l'Est du pays, entre Liège et Spa,. Cette naissance résulte d'un accord entre cet éleveur et Joris De Brabander (considéré comme le naisseur de Querlybet), qui lui a proposé des embryons pour ses juments porteuses. Luc Henry a insisté pour avoir un embryon par Baloubet du Rouet. 
Le poulain Querlybet Hero grandit à son élevage jusqu'à l'âge de 30 mois. Son éleveur remarque sa classe de galop et son talent au saut en liberté à l'âge de deux ans. Il revend ensuite sa part du poulain à Joris de Brabander, comme stipulé dans son contrat. Querlybet Hero est très remarqué durant l'expertise du stud-book BWP. Il est loué comme reproducteur aux Pays-Bas, mais beaucoup moins sollicité les années suivantes, en raison de ses résultats limités en compétition. 
À l'âge de 6 ans, il est monté en épreuves jeunes chevaux par Kurt de Clercq, puis par Patrice Delaveau sur des épreuves à 1,30 m et 1,35 m, avant d'intégrer les écuries du cavalier belge Philippe Lejeune, à la fin de son année de 8 ans. Ce dernier le monte assez peu en compétition, en raison de résultats très irréguliers.

## Description
De robe baie, il est inscrit au stud-book du sBs (cheval de sport belge). Il toise 1,70 m,. 
Querlybet Hero est connu pour son caractère sensible, timide, fantasque et susceptible, avec une tendance à la panique, résultant peut-être de mauvaises expériences passées. Il dispose par ailleurs de gros moyens, avec de la force, beaucoup de sang, et une excellente classe de galop.

## Origines

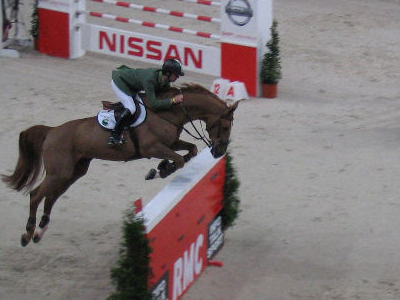
Baloubet du Rouet, père de Querlybet Hero

C'est un fils de Baloubet du Rouet et de Narcotique de Muze II, par Darco. Son pedigree est à ce titre exceptionnel, puisque chaque génération compte des chevaux de sport fructueux.

## Descendance
Querlybet Hero est un reproducteur recherché en raison de ses courants de sang par Querly Chin. Ses premiers poulains sont nés en 2004. Il figure au top 100 des meilleurs reproducteurs en saut d'obstacles depuis 2013, le site HorseTelex l'ayant élu meilleur père de chevaux de 13 ans et moins en 2017.
Il est approuvé à la reproduction en BWP depuis 2003, rencontrant beaucoup de succès dès cette première année d'approbation. Il a été nommé ambassadeur de ce stud-book en 2014 grâce à la qualité de sa descendance. Il est considéré comme facteur de Selle français. Il est conseillé de le croiser avec des juments au caractère stable.